# RD-107
RD-107은 러시아 에네르고마쉬가 제작한 우주로켓 엔진이다. RP-1과 액체산소를 사용한다. 1957년 5월 세계 최초의 ICBM인 세묘르카 미사일의 엔진으로 유명하다. 4개의 노즐에 100톤 추력이다. 각 노즐당 25톤 추력이다. 1957년 5월 세계 최초 발사이래 2017년 현재에도 소유스 로켓에 사용되고 있다.

## 같이 보기
- 멀린 로켓 엔진 - 미국판 소유즈 로켓 엔진. RD-107과 연료, 추력이 동일하다.
- KARI 75톤급 로켓엔진 - 한국판 소유즈 로켓 엔진. RD-107과 연료, 추력이 동일하다.